# Llanbadarn Fynydd
Llanbadarn Fynydd est un village et une communauté du Powys, au pays de Galles.

## Géographie
Llanbadarn Fynydd est situé dans le centre du Powys, dans le comté historique du Radnorshire, à une quinzaine de kilomètres au sud de la ville de Newtown.
La communauté de Llanbadarn Fynydd comprend aussi les villages et hameaux de David's Well / Ffynnon Ddewi (cy) et Llananno (cy).

## Démographie
Au recensement de 2011, la communauté de Llanbadarn Fynydd comptait 306 habitants.